# Scriptorium

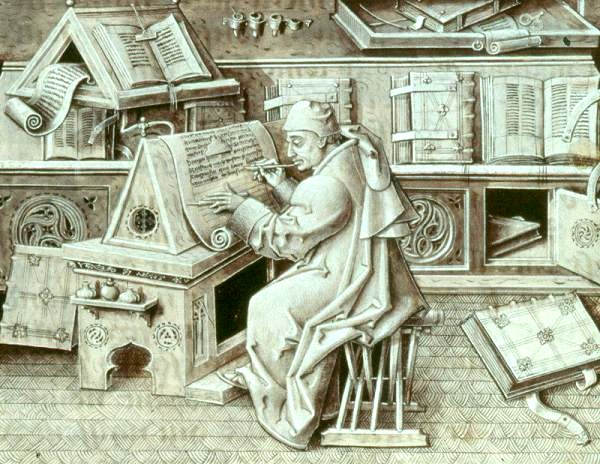
Denna miniatyr från sent 1400-tal av Jean Miélot (d. 1472) visar författaren i arbete: han visas när han sammanställer sin Miracles de Nostre Dame, i vilken denna miniatyr återfinns.

Scriptorium, bokstavligen "en plats för att skriva". Ordet syftar vanligen på ett rum i ett medeltida europeiskt kloster där lärda munkar kopierade handskrifter. Skriftliga redovisningar, kvarvarande byggnader och arkeologiska utgrävningar visar dock att – tvärtemot vad många tror – ett sådant rum sällan har existerat: de flesta av munkarnas skrifter gjordes i kubliknande utrymmen i klostret, eller i munkarnas egna celler. Hänvisningar i moderna vetenskapliga skrifter till "scriptoria" hänvisar oftast till den samlade skriftliga produktionen i ett kloster, i stället för till en fysisk plats.
Ett scriptorium var ett nödvändigt komplement till ett bibliotek; där det fanns ett bibliotek kan normalt antas att det också fanns en scriptoriuim. Scriptoria i traditionell bemärkelse av ett rum som reserverats för ändamålet, har troligen endast funnits för begränsad tid, när en institution eller den enskilde ville ha ett stort antal texter kopierade som grund för ett bibliotek; när sedan väl biblioteket var fyllt, fanns det inte längre något behov för en sådan speciell plats. I början av 1300-talet utvecklades sekulära kopieringsstudior där yrkesmässigt skriftlärda kan ha haft speciella rum som avsatts för skrivning, men i de flesta fall hade de förmodligen bara ett skrivbord intill ett fönster i sitt eget hus.